# Clandestini Corsi
Pour les articles homonymes, voir Corsi.
Clandestini Corsi est une organisation terroriste corse, ayant pour principale objectif de "stopper l'immigration". Le groupe tente d'intimider les immigrants ou leurs descendants, par une campagne d'attentats. Une grande partie des nationalistes corses ont dénoncé Clandestini Corsi et son racisme virulent, déclarant que la cause du séparatisme corse ne devrait pas être combinée avec l'idéologie raciste. Le FLNC-Union des combattants a notamment contacté ses membres en leur proposant trois choix : se dissoudre dans la nature, se ranger sous la bannière FLNC ou risquer la liquidation physique.

## Historique
Durant l’année 2004, Clandestini Corsi revendique sept attentats contre la communauté maghrébine, dont une pizzeria tenue par une famille marocaine, une pâtisserie orientale, une succursale de la Wafa Bank et un attentat rue Droite dans le Vieux-Bastia, où résident de nombreuses familles originaires du Maghreb.
Clandestini Corsi ont été en grande partie démantelé par la division nationale antiterroriste (DNAT) en novembre 2004 avec la mise en examen de six de ses membres. 
En octobre 2006, la cour d’assises spéciale des mineurs de Paris a condamné douze membres de l'organisation à des peines allant jusqu’à 7 ans de prison ferme pour sept attentats racistes contre des Maghrébins de Bastia en 2004 : « Trois peines de sept ans de prison ferme, trois de six ans, trois de cinq ans, dont deux avec sursis, et enfin trois peines de deux ans, dont 18 mois avec sursis ».